# Vue de la fenêtre
Vue de la fenêtre est un tableau réalisé par le peintre français Henri Matisse en 1912-1913. Cette huile sur toile est un paysage urbain qui représente Tanger, au Maroc, aperçue à travers la fenêtre d'une chambre d'hôtel. Partie d'un ensemble parfois appelé le Triptyque marocain, cette œuvre appartient à la collection d'Ivan Morozov jusqu'en 1919. Elle est conservée au musée des Beaux-Arts Pouchkine, à Moscou, depuis 1948.

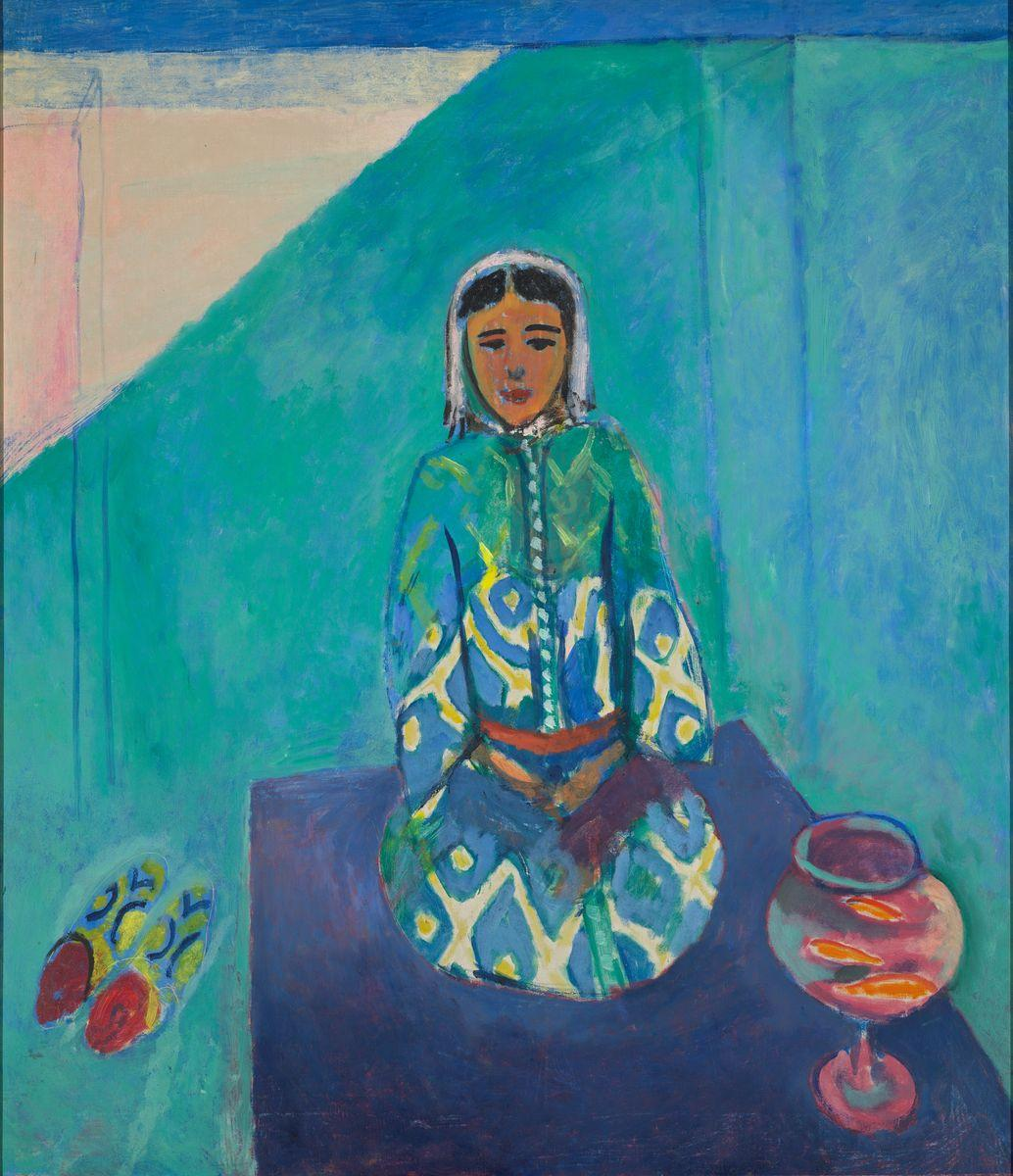
Zorah sur la terrasse, 1912-1913 – Musée des Beaux-Arts Pouchkine, Moscou.
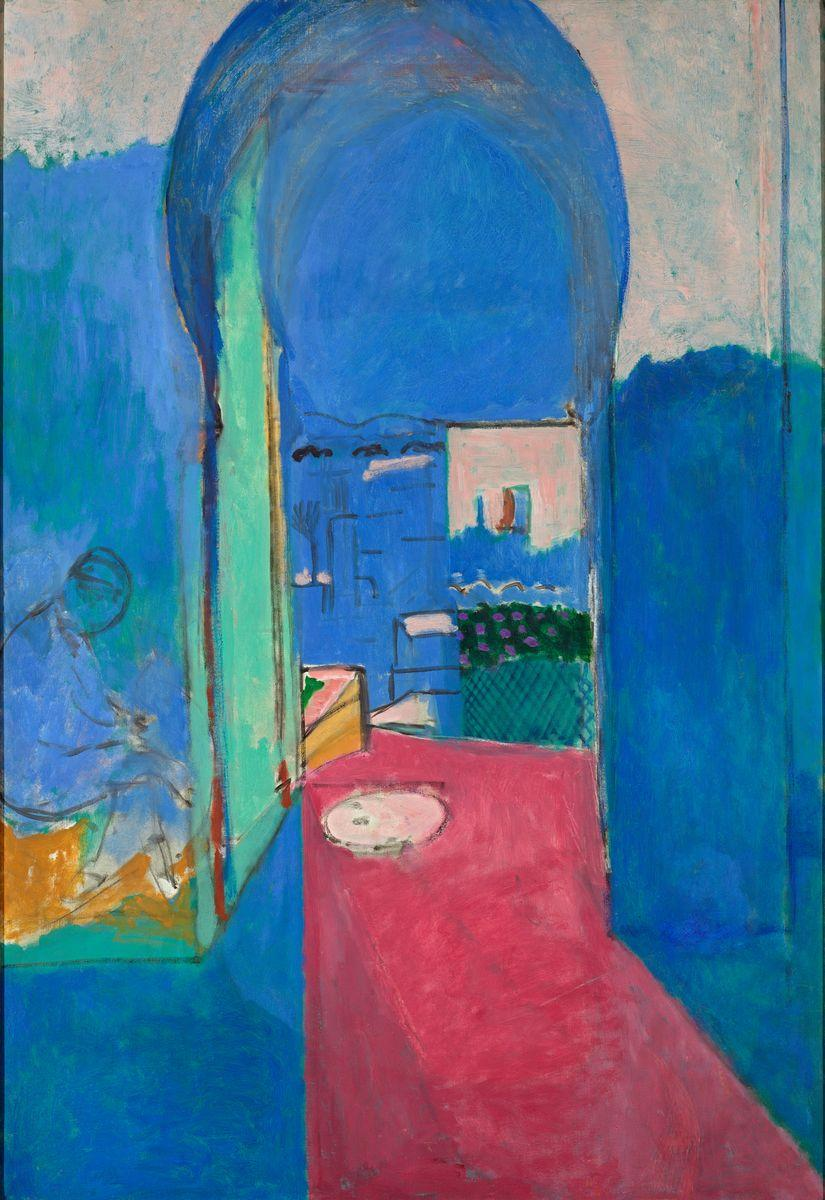
Porte de la Casbah, 1912-1913 – Musée des Beaux-Arts Pouchkine, Moscou.